# Queen's Club Championships 1997
I Queen's Club Championships 1997 (conosciuti pure come Stella Artois Championships per motivi di sponsorizzazione) sono stati un torneo di tennis giocato sull'erba. È stata la 104ª edizione dei Queen's Club Championships e faceva parte della categoria ATP World Series nell'ambito dell'ATP Tour 1997. Si è giocato al Queen's Club di Londra in Inghilterra, dal 9 al 15 giugno 1997.

## Campioni

### Singolare
Mark Philippoussis ha battuto in finale  Goran Ivanišević con il punteggio di 7–5, 6–3.

### Doppio
Mark Philippoussis /  Patrick Rafter hanno battuto in finale  Sandon Stolle /  Cyril Suk con il punteggio di 6–4, 7–5.